# Veljko Inđić
Veljko Inđić, né le 6 avril 1984 à Pančevo, est un joueur de handball serbe qui évolue au poste de pivot. Après 5 saisons à l'US Ivry achevées par une relégation en Division 2, il a rejoint en 2014 le SMV Vernon Saint-Marcel qui évolue en Nationale 1.